# Honky Tonk (film, 1929)
Pour les articles homonymes, voir Honky tonk (homonymie).
Pour plus de détails, voir Fiche technique et Distribution.
Honky Tonk est un film américain réalisé par Lloyd Bacon, sorti en 1929. 

## Synopsis
Sophie Leonard (Sophie Tucker) est chanteuse dans une boîte de nuit de New York. Elle a une fille Beth (Lila Lee), qui fait ses études en Europe et qui ignore le travail de sa mère. Beth retourne en Amérique accompagné de Jean Gilmore (Audrey Ferris) une camarade de son école et sœur de Freddie Gilmore (Tom Keene), et est choquée de découvrir la véritable profession de sa mère.

## Fiche technique
- Titre original : Honky Tonk
- Réalisation : Lloyd Bacon
- Scénario : De Leon Anthony, C. Graham Baker, Jack Yellen
- Adaptation française : Elie Fabrikant[1]
- Photographie : Ben F. Reynolds
- Musique : Alois Reiser
- Costumes : Earl Luick
- Société de production : Warner Bros.
- Société de distribution : Warner Bros.
- Pays de production :  États-Unis
- Langue originale : Anglais américain
- Format : noir et blanc — 35 mm — 1.37:1 — son monophonique — Vitaphone
- Genre : Comédie dramatique, Film musical
- Durée : 71 minutes (1 h 11)
- Date de sortie :
  - États-Unis : 4 juin 1929

## Distribution
- Sophie Tucker : Sophie Leonard
- Lila Lee : Beth - la fille de Sophie
- Wilbur Mack : valet bégayant
- Audrey Ferris : Jean Gilmore
- Tom Keene : Freddie Gilmore
- Mahlon Hamilton : Jim Blake
- John T. Murray : responsable du café
- John Davidson (non crédité)
- Ted Shapiro : accompagnatrice (non crédité)

## Autour du film
- Le film marque les débuts d'actrice de Sophie Tucker.
- Le film est présumé perdu, seule la bande sonore Vitaphone du film et de la bande annonce existe encore[2].